# کوکونه ساساکی
کوکونه ساساکی (انگلیسی: Kokone Sasaki؛ زادهٔ ۲۲ مهٔ ۱۹۹۰) بازیگر، و شخصیت‌های تلویزیونی در ژاپن اهل ژاپن است.